# Kopparspik (svampar)
Kopparspik (Calicium salicinum) är en lavart som beskrevs av Christiaan Hendrik Persoon. Kopparspik ingår i släktet Calicium, och familjen Physciaceae. Enligt den finländska rödlistan är arten nära hotad i Finland. Arten är reproducerande i Sverige. Artens livsmiljö är skogar. Inga underarter finns listade i Catalogue of Life.